# Бериславський район (1923—2020)
Берисла́вський райо́н України розташований у центральній правобережній частині Херсонщини, у Причорноморській низовині на правобережжі Дніпра та Каховського водосховища.
17 липня 2020 року було укрупнено внаслідок адміністративно-територіальної реформи

## Географія
На північному сході межує з Нововоронцовським районом, на сході по руслу Дніпра з Великолепетиським, Горностаївським і Каховським районами, на півдні з містом Нова Каховка, Олешківським і Білозерським районами, на заході з Снігурівським районом Миколаївської області і північному заході з Великоолександрівським районом Херсонської області.
Займає площу 172,0 тис.га.

## Історія
У III–IV столітті на території району припускають існування  столиці Остготського королівства Данпарштадту, або, за іншою версією, його попередника - роду Амалів -  Данпарстадіру [джерело?], наприкінці XIV століття — резиденція золотоординського хана Тохтамиша — Догангечіт. У 1484 році турки збудували тут фортецю Газі-Кермен (пізніше Кизикермен). У 1695 році фортецю здобули козацькі полки гетьмана Івана Мазепи. В 1784 році на руїнах Кизи-Кермена засновано місто Берислав.

## Пам'ятки історії

Меморіал «Борцям за волю України» у с. Зміївка

На території району понад 350 різних пам'яток, серед яких:
- Святовведенська дерев'яна церква в Бериславі часів козаччини XVIII століття
- Залишки Кам'янської Січі в селі Республіканець
- Могила кошового отамана Костя Гордієнка
- Пам'ятний знак на честь 500-ліття першої згадки про козацтво на місці колишньої фортеці Тягинь
- Святогригорівський (Бізюків) монастир XVIII століття у селі Червоний Маяк
- Меморіал «Борцям за волю України» у с. Зміївка

## Економіка
В економічному відношенні район є аграрно-індустріальним із галузями, що спеціалізуються на сільськогосподарському виробництві та переробці продукції. Промисловий потенціал складають такі галузі, як: машинобудування, виробництво будівельних матеріалів та харчова.

### Промисловість
ВАТ «Бериславський машинобудівний завод» випускає комплектуючі вироби та запчастини до тепловозних, суднових та автотракторних дизелів, які поставляє й до Російської Федерації, та товари народного споживання.
У Бериславському районі працює 9 переробних підприємств. У їх числі відомі акціонерні товариства:
- «Князя Трубецького» (село Веселе)
- «Кам'янський» (село Одрадокам'янка)
- «Бериславський сирзавод»
- «Бериславський хлібозавод»

### Сільське господарство
Серед 35 сільськогосподарських підприємств району визнаним лідером є агрофірма «Прогрес», основним видом діяльності якої є виробництво та переробка сільськогосподарської продукції (консерви м'ясні та плодово-овочеві, понад 20 найменувань ковбасних виробів, до 10 видів м'ясних виробів). Вона орендує близько 3 тисяч га земель.
Всього ж сільськогосподарські підприємства різних форм власності обробляють 116,3 тис.га орної землі, в тому числі 226 фермерські господарства — 10,0 тис.га.
Внаслідок реформування аграрного сектора більша частина маточного поголів'я худоби знаходиться у приватному секторі.

## Транспорт
Територією району проходить автошлях E58.

## Населення
Розподіл населення за віком та статтю (2001)
| Стать | Всього | До 15 років | 15-24 | 25-44 | 45-64 | 65-85 | Понад 85 |
| --- | ------ | ----------- | ----- | ----- | ----- | ----- | -------- |
| Чоловіки | 26 465 | 5311        | 4549  | 7897  | 6277  | 2367  | 64       |
| Жінки | 29 511 | 5044        | 4389  | 7739  | 7608  | 4405  | 326      |
| \| Статево-вікова піраміда \| Статево-вікова піраміда \| Статево-вікова піраміда \| \| ----------------------- \| ----------------------- \| ----------------------- \| \| Чоловіки \| Вік \| Жінки \| \| 64 \| 85 + \| 326 \| \| 120 \| 80-84 \| 362 \| \| 380 \| 75-79 \| 1028 \| \| 830 \| 70-74 \| 1466 \| \| 1037 \| 65-69 \| 1549 \| \| 1755 \| 60-64 \| 2380 \| \| 956 \| 55-59 \| 1312 \| \| 1622 \| 50-54 \| 1809 \| \| 1944 \| 45-49 \| 2107 \| \| 2152 \| 40-44 \| 2195 \| \| 1978 \| 35-39 \| 1933 \| \| 1763 \| 30-34 \| 1762 \| \| 2004 \| 25-29 \| 1849 \| \| 2049 \| 20-24 \| 1839 \| \| 2500 \| 15-20 \| 2550 \| \| 2167 \| 10-14 \| 2165 \| \| 1839 \| 5-9 \| 1627 \| \| 1305 \| 0-4 \| 1252 \| |        |             |       |       |       |       |          |
| Статево-вікова піраміда |        |             |       |       |       |       |          |
| Чоловіки | Вік    | Жінки       |       |       |       |       |          |
| 64 | 85 +   | 326         |       |       |       |       |          |
| 120 | 80-84  | 362         |       |       |       |       |          |
| 380 | 75-79  | 1028        |       |       |       |       |          |
| 830 | 70-74  | 1466        |       |       |       |       |          |
| 1037 | 65-69  | 1549        |       |       |       |       |          |
| 1755 | 60-64  | 2380        |       |       |       |       |          |
| 956 | 55-59  | 1312        |       |       |       |       |          |
| 1622 | 50-54  | 1809        |       |       |       |       |          |
| 1944 | 45-49  | 2107        |       |       |       |       |          |
| 2152 | 40-44  | 2195        |       |       |       |       |          |
| 1978 | 35-39  | 1933        |       |       |       |       |          |
| 1763 | 30-34  | 1762        |       |       |       |       |          |
| 2004 | 25-29  | 1849        |       |       |       |       |          |
| 2049 | 20-24  | 1839        |       |       |       |       |          |
| 2500 | 15-20  | 2550        |       |       |       |       |          |
| 2167 | 10-14  | 2165        |       |       |       |       |          |
| 1839 | 5-9    | 1627        |       |       |       |       |          |
| 1305 | 0-4    | 1252        |       |       |       |       |          |

Населення становить 55,9 тис.осіб. З них у місті Бериславі проживає 19,3 тис.осіб, у сільській місцевості 36,6 тис.осіб.
У районі мешкають представники 60 національностей. Місцями компактного проживання національних меншин є село Зміївка (німці, шведи) та селище Козацьке (ассирійці).

## Соціальна сфера
У Бериславі діють медичне та педагогічне училища, аграрний ліцей, у районі понад 40 загальноосвітніх закладів різного рівня акредитації. Виходить друком районна газета «Маяк».

## Політика
25 травня 2014 року відбулися Президентські вибори України. У межах Бериславського району були створені 42 виборчі дільниці. Явка на виборах складала — 51,18% (проголосували 19 917 із 38 919 виборців). Найбільшу кількість голосів отримав Петро Порошенко — 46,24% (9 209 виборців); Юлія Тимошенко — 17,11% (3 408 виборців), Сергій Тігіпко — 8,19% (1 631 виборців), Олег Ляшко — 6,84% (1 362 виборців), Анатолій Гриценко — 5,64% (1 123 виборців). Решта кандидатів набрали меншу кількість голосів. Кількість недійсних або зіпсованих бюлетенів — 1,81%.